# 鳥海恭寛
鳥海 恭寛（とりのうみ きょうかん、1862年 - 1938年）は、日本の医師、開業医、東田川郡医師会初代会長、東田川郡医業組合幹事。

## 略歴
- 1862年（文久2年） - 出羽国鶴ヶ岡城下（現・鶴岡市）に医師・服部元泰の三男として生まれる。
- 1870年（明治3年） - 鳥海元善の養子となる。
- 1872年（明治5年） - 松ヶ岡開墾場本陣に使われる瓦を運ぶため鶴岡と松ヶ岡を往復する。
- 1880年（明治13年） - 山形県済世館で授業を受ける。
- 1881年（明治14年） - 大試験が行われ満点を取り、金1円50銭が授与される。
- 1885年（明治18年） - 東田川郡藤島村に開業。東田川郡郡医 就任。
- 東田川郡医業組合 幹事 就任
- 1906年（明治39年） - 同医業組合主催による第一回看護婦養成所を開設する。
- 1907年（明治40年） - 東田川郡医師会が発足し初代会長に就任。
- 1910年（明治43年） - 会員の技術向上のために医師会の図書室に医学専門書を備える。
- 1914年（大正3年） - 小学校教員検定委員 就任
- 1938年（昭和13年） - 死去。享年76。

## 親族
- 父：服部元泰 - 医師
- 養父：鳥海元善 - 医師
- 孫：鳥海寛 - 医師